# Víktor Bánnikov
Víktor Maksimóvich Bánnikov (Luginy, Unión Soviética, 28 de abril de 1938-Ucrania, 25 de abril de 2001) fue un futbolista ucraniano, se desempeñaba como guardameta y jugó para la selección de fútbol de la Unión Soviética, muchas veces como suplente de Lev Yashin.
Ha presidido la Federación de Fútbol de Ucrania entre 1991 y 1996.

## Clubes
| Club                 | País            | Año         |
| -------------------- | --------------- | ----------- |
| FC Polissya Zhitomir | Unión Soviética | 1959        |
| FC Desna Chernígov   | Unión Soviética | 1959 - 1961 |
| FC Dinamo Kiev       | Unión Soviética | 1961 - 1969 |
| FC Torpedo Moscú     | Unión Soviética | 1970 - 1973 |